# Goldoni (Unternehmen)
Goldoni Keestrack S.r.l. ist ein italienischer Landmaschinenhersteller, dessen Produkte aufgrund der kompakten Bauweise insbesondere für den Obst- und Weinbau eingesetzt werden. Das Unternehmen wurde 1927 gegründet und hat seinen Sitz in Migliarina di Carpi einem Ortsteil von Carpi in der Provinz Modena. Im Jahr 2020 musste die Goldoni S.p.A. Insolvenz anmelden, woraufhin das Unternehmen ein Jahr später vom belgischen Maschinenbauunternehmen Keestrack übernommen wurde.

## Geschichte

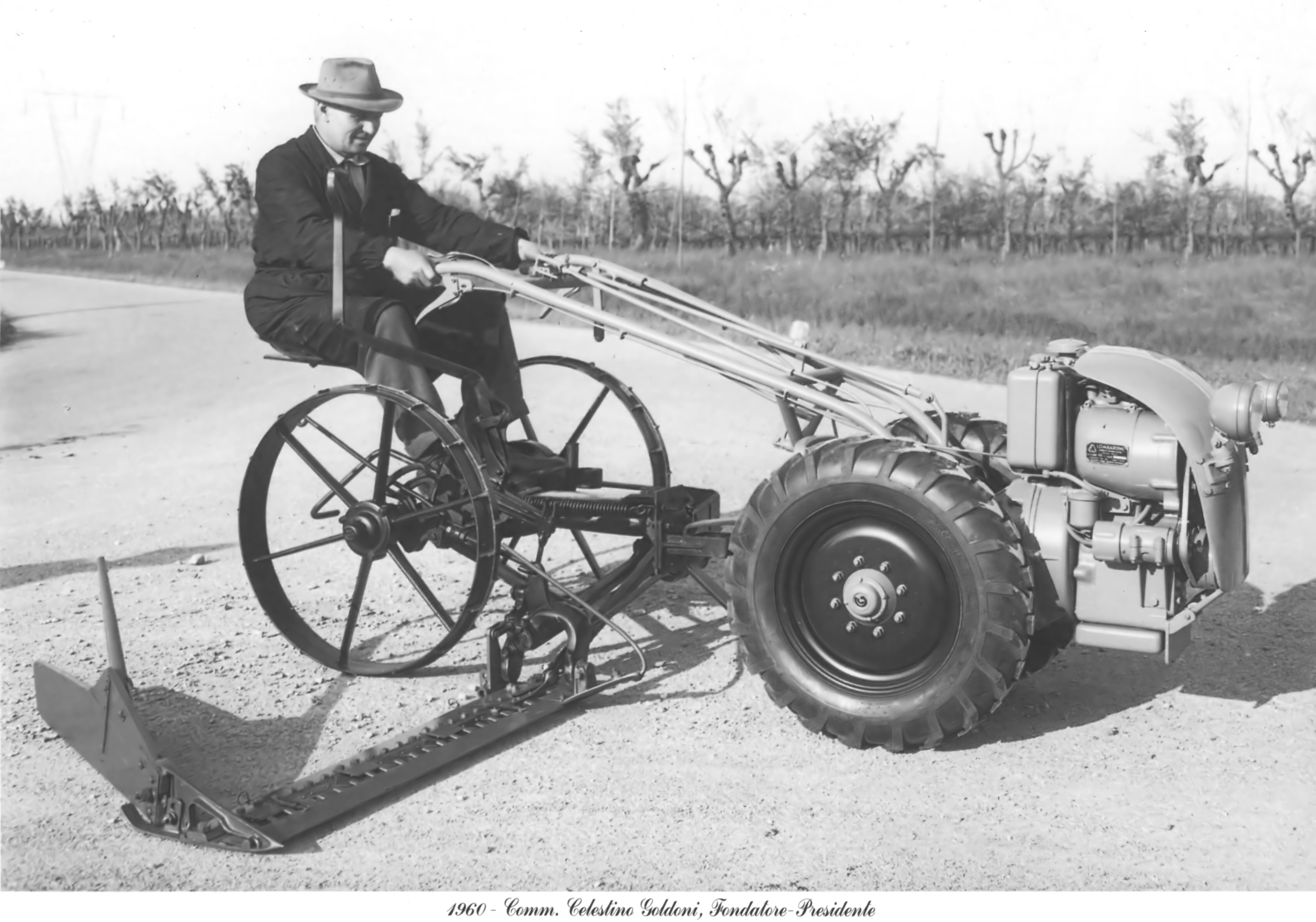
Anfang der 1960er Jahre begann Goldoni mit dem Bau von Einachstraktoren.

Das italienische Unternehmen Goldoni wurde 1927 von Celestino Goldoni in der Nähe von Modena gegründet und begann zunächst mit der Produktion von Bewässerungspumpen. Bereits 1940 expandierte Goldoni und bezog einen größeren Standort in Migliarina di Carpi. Mitte der 1950er-Jahre begann die Entwicklung von Einachsschleppern für die Landwirtschaft. Besonders erfolgreich war anschließend das Einachsschlepper-Modell „Export“, das zwischen 1961 und 1973 über 30.000 Mal gebaut wurde. 1969 folgte mit dem Modell „Universal“ ein weiterer, kompakter Einachsschlepper, von dem sogar mehr als 32.000 Einheiten abgesetzt wurden.
Goldoni konzentrierte sich nicht allein auf den italienischen Markt, sondern expandierte auch in andere Länder und vergab Produktionslizenzen an andere Hersteller. So erfolgte 1978 die Gründung von Goldoni France, und ab 1980 startete die Lizenzproduktion beim russischen Hersteller Saktraktori in Georgien. 1982 führte Goldoni die Modellreihe „Compact“ ein, die speziell für den Einsatz in Weinbergen und Obstplantagen konzipiert war. 1984 folgte ein Lizenzabkommen mit China, das die Modellreihen „Transcar“, „Universal“ sowie die 800er- und 900er-Serien umfasste. Mitte der 1980er-Jahre war Goldoni zu einem erfolgreichen Unternehmen angewachsen, mit einer Betriebsfläche von 90.000 Quadratmetern, über 500 Mitarbeitern und einer jährlichen Produktion von 30.000 Einheiten. Ab 1986 fertigte Goldoni auch für den US-amerikanischen Landmaschinenhersteller John Deere und belieferte das deutsche Unternehmen Hako mit Kleintraktoren.
1990 erwarb Goldoni das Unternehmen ITMA von Carraro und vertrieb fortan auch kompakte Raupenschlepper. Zudem wurden Goldoni-Traktoren in dieser Zeit in Spanien (unter der Marke AH-Goldoni), im Iran (als JIROFT und OSTMCO) und in der Türkei (als Biltor Goldoni) in Lizenz produziert. Trotz dieser globalen Präsenz und verschiedener Kooperationen, wie dem Liefervertrag mit der italienischen BCS-Gruppe im Jahr 2006 oder der Montage von Traktoren aus italienischen Teilesätzen beim chinesischen Hersteller YTO, geriet Goldoni in finanzielle Schwierigkeiten und musste 2015 Insolvenz anmelden. Im selben Jahr wurde das Unternehmen von der Arbos Group übernommen. Der chinesische Industriekonzern Foton-Lovol, Eigentümer von Arbos, erhoffte sich durch den Kauf Zugang zum europäischen Markt. Da diese Erwartungen nicht erfüllt wurden, erfolgte 2021 ein weiterer Verkauf an das belgische Maschinenbauunternehmen Keestrack.

## Produkte

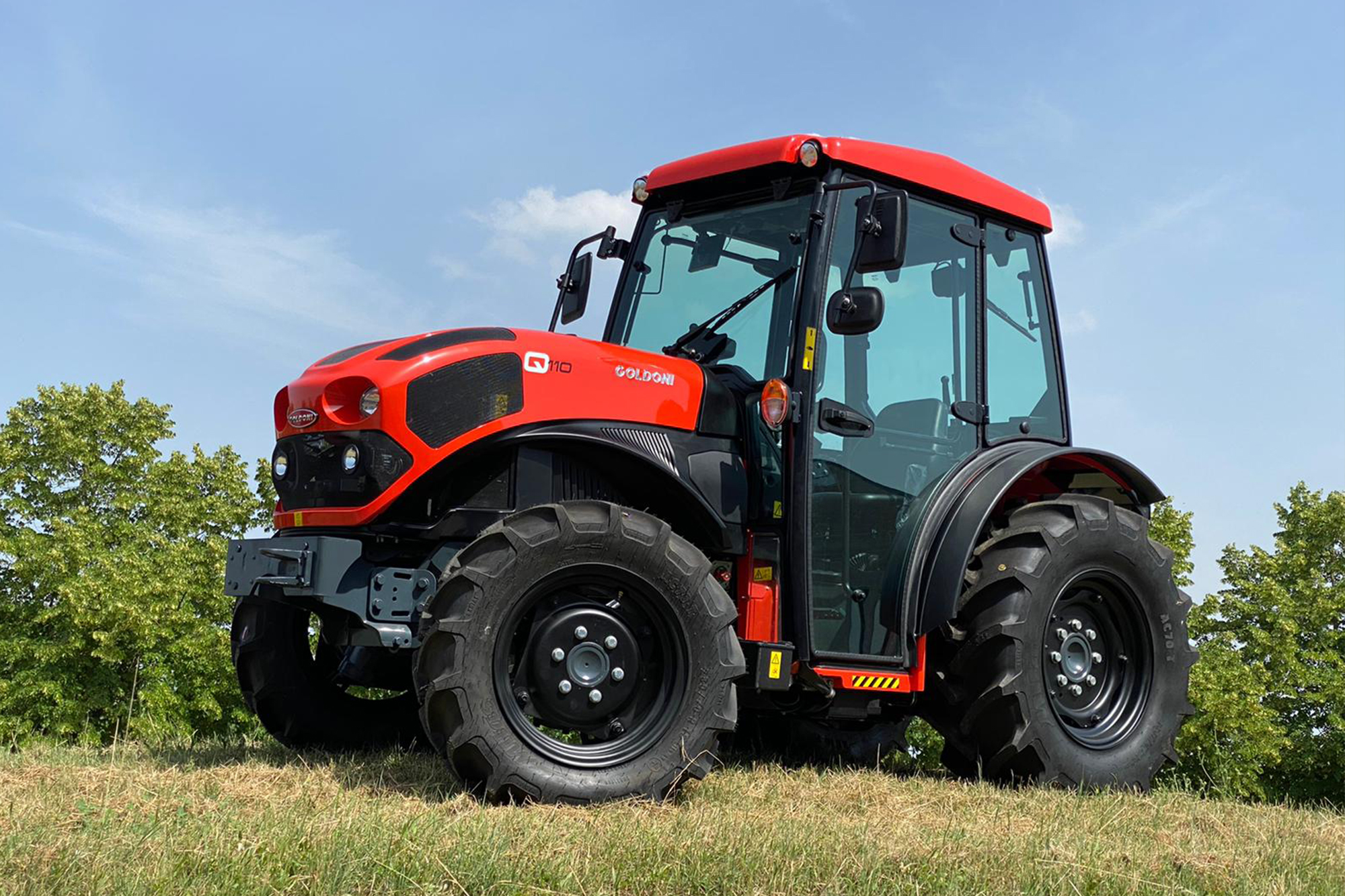
Allrad-Traktor Q110 mit 75 PS

Das Unternehmen stellt folgende Produkte her:
- Handgeführte Motorhacken
- Klein- und Schmalspurtraktoren
- Kompakte Tracschlepper
- Transporter (Eigenbezeichnung Transcar)
- Einachstraktoren